# 1. Fußball-Club Nürnberg Verein für Leibesübungen 2000-2001
Questa voce raccoglie le informazioni riguardanti il 1. Fußball-Club Nürnberg Verein für Leibesübungen nelle competizioni ufficiali della stagione 2000-2001.

## Stagione
Nella stagione 2000-2001 il Norimberga, allenato da Klaus Augenthaler, concluse il campionato di 2. Bundesliga al 1º posto e fu promosso in Bundesliga. In Coppa di Germania il Norimberga fu eliminato agli ottavi di finale dal Borussia M'gladbach.

## Rosa
| N. |                      | Ruolo | Calciatore          |
| -- | -------------------- | ----- | ------------------- |
| 1  | Germania (bandiera)  | P     | Andreas Köpke       |
| 2  | Polonia (bandiera)   | D     | Tomasz Kos          |
| 3  | Germania (bandiera)  | D     | Frank Wiblishauser  |
| 4  | Svezia (bandiera)    | D     | Nils-Eric Johansson |
| 5  | Rep. Ceca (bandiera) | D     | Marek Nikl          |
| 6  | Rep. Ceca (bandiera) | C     | David Jarolím       |
| 7  | Germania (bandiera)  | C     | Stefan Leitl        |
| 8  | Polonia (bandiera)   | C     | Jacek Krzynówek     |
| 9  | Germania (bandiera)  | A     | Martin Driller      |
| 10 | Bulgaria (bandiera)  | C     | Stoicho Stoilov     |
| 11 | Bulgaria (bandiera)  | A     | Dimtcho Beliakov    |
| 12 | Germania (bandiera)  | P     | Darius Kampa        |
| 13 | Slovenia (bandiera)  | C     | Rajko Tavčar        |
| 14 | Germania (bandiera)  | D     | David Bergner       |

| N. |                      | Ruolo | Calciatore            |
| -- | -------------------- | ----- | --------------------- |
| 15 | Germania (bandiera)  | C     | Armin Störzenhofecker |
| 16 | Germania (bandiera)  | D     | Sven Günther          |
| 18 | Germania (bandiera)  | C     | Christian Möckel      |
| 19 | Germania (bandiera)  | A     | Bernd Hobsch          |
| 20 | Germania (bandiera)  | C     | Jochen Weigl          |
| 22 | Germania (bandiera)  | P     | Christian Horcher     |
| 23 | Brasile (bandiera)   | C     | Junior                |
| 26 | Germania (bandiera)  | C     | Marco Christ          |
| 28 | Nigeria (bandiera)   | C     | Adebowale Ogungbure   |
| 29 | Malawi (bandiera)    | C     | Tamandani Nsaliwa     |
| 30 | Germania (bandiera)  | P     | Sebastian Dürnagel    |
| 32 | Senegal (bandiera)   | A     | Louis Gomis           |
| 34 | Rep. Ceca (bandiera) | A     | Pavel David           |

## Organigramma societario
Area tecnica
- Allenatore: Klaus Augenthaler
- Allenatore in seconda:
- Preparatore dei portieri: Michael Fuchs
- Preparatori atletici:

## Calciomercato

### Sessione estiva
| Acquisti | Acquisti            | Acquisti        | Acquisti |
| R.       | Nome                | da              | Modalità |
| -------- | ------------------- | --------------- | -------- |
| D        | David Bergner       | Sachsen Lipsia  |          |
| A        | Louis Gomis         | Lommel          |          |
| C        | David Jarolím       | Bayern Monaco   |          |
| D        | Nils-Eric Johansson | Bayern Monaco   |          |
| C        | Junior              | Kaiserslautern  |          |
| C        | Adebowale Ogungbure | Norimberga II   |          |
| C        | Rajko Tavčar        | Fortuna Colonia |          |
| D        | Frank Wiblishauser  | Bayern Monaco   |          |

| Cessioni | Cessioni        | Cessioni              | Cessioni |
| R.       | Nome            | a                     | Modalità |
| -------- | --------------- | --------------------- | -------- |
| C        | Thomas Ziemer   | Magonza               |          |
| A        | Marcus Feinbier | LR Ahlen              |          |
| D        | Markus Grasser  | Jahn Ratisbona        |          |
| C        | Wilco Hellinga  | Zurigo                |          |
| D        | Elroy Kromheer  | Almere City           |          |
| C        | Markus Lösch    | Eintracht Francoforte |          |
| C        | Robert Niestroj | Īraklīs               |          |
| C        | Stephan Täuber  | RW Oberhausen         |          |
| D        | René van Eck    | Winterthur            |          |

### Sessione invernale
| Acquisti | Acquisti    | Acquisti    | Acquisti |
| R.       | Nome        | da          | Modalità |
| -------- | ----------- | ----------- | -------- |
| A        | Pavel David | Pfullendorf |          |

| Cessioni | Cessioni | Cessioni | Cessioni |
| R.       | Nome     | a        | Modalità |
| -------- | -------- | -------- | -------- |

## Risultati

### 2. Bundesliga

#### Girone di andata
| Arbitro: | Heynemann |

|             |           |             |
| Morinas 50’ | Marcatori | 64’ Driller |

| Arbitro: | Strampe |

|                         |           |  |
| Jarolím 11’ Driller 41’ | Marcatori |  |

| Arbitro: | Koop |

|          |           |                                        |
| Vata 81’ | Marcatori | 9’ Stoilov 21’ Driller 61’, 86’ Möckel |

| Arbitro: | Wagner |

|                              |           |  |
| Driller 11’ Traub 15’ (aut.) | Marcatori |  |

| Arbitro: | Keßler |

|  |           |                       |
|  | Marcatori | 80’ Gomis 90’ Driller |

| Arbitro: | Schößling |

|                                       |           |           |
| Stoilov 29’ Driller 64’ Krzynówek 69’ | Marcatori | 25’ Zeyer |

| Arbitro: | Meyer |

|          |           |                           |
| Wück 45’ | Marcatori | 51’ Driller 79’ Johansson |

| Arbitro: | Berg |

|                           |           |            |
| Stoilov 33’ Johansson 46’ | Marcatori | 48’ Ašanin |

| Fürth 21 ottobre 2000, ore 15:00 CEST 9ª giornata | Greuther Fürth | 0 – 0 referto | Norimberga | Playmobil-Stadion (35 100 spett.)\| Arbitro: \| Weiner \| |
| Arbitro:                                          | Weiner         |               |            |                                                           |

| Arbitro: | Kircher |

|                                        |           |                |
| Möckel 12’ Günther 30’ (rig.) Nikl 68’ | Marcatori | 50’ Holetschek |

| Arbitro: | Schmidt |

|                        |           |                               |
| Krieg 6’ Hutwelker 90’ | Marcatori | 47’ Weigl 90’ Störzenhofecker |

| Arbitro: | Gagelmann |

|                                    |           |             |
| Stoilov 19’ Driller 33’ Möckel 49’ | Marcatori | 70’ Claaßen |

| Arbitro: | Margenberg |

|  |           |            |
|  | Marcatori | 24’ Möckel |

| Arbitro: | Keßler |

|                              |           |            |
| Stoilov 43’ (rig.) Gomis 79’ | Marcatori | 82’ Toborg |

| Arbitro: | Minskowski |

|                     |           |  |
| Demandt 8’ Hock 74’ | Marcatori |  |

| Arbitro: | Krug |

|                                                        |           |              |
| Gomis 7’, 38’ Driller 18’, 75’ Möckel 76’ Beliakov 85’ | Marcatori | 10’ Zernicke |

| Arbitro: | Weiner |

|            |           |  |
| Lotter 48’ | Marcatori |  |

#### Girone di ritorno
| Arbitro: | Lange |

|                                              |           |                |
| Gomis 23’ Nikl 44’ Driller 80’ Krzynówek 83’ | Marcatori | 22’, 75’ Linke |

| Arbitro: | Rafati |

|  |           |              |
|  | Marcatori | 22’ Beliakov |

| Arbitro: | Haupt |

|               |           |  |
| Krzynówek 56’ | Marcatori |  |

| Arbitro: | Anklam |

|                                              |           |                      |
| Hofacker 49’ Hoffmann 60’ Malchow 76’ (rig.) | Marcatori | 32’ Möckel 70’ Gomis |

| Arbitro: | Pickel |

|                         |           |              |
| Gomis 35’ Krzynówek 56’ | Marcatori | 18’ Georgiev |

| Arbitro: | Weber |

|                          |           |                         |
| Gruev 9’, 54’ Seidel 75’ | Marcatori | 25’ Möckel 36’ Beliakov |

| Arbitro: | Steinborn |

|                      |           |                |
| Gomis 19’ Möckel 21’ | Marcatori | 70’ Wichniarek |

| Arbitro: | Merk |

|              |           |              |
| van Lent 20’ | Marcatori | 62’ Beliakov |

| Arbitro: | Scheppe |

|  |           |                |
|  | Marcatori | 21’ Amanatidīs |

| Arbitro: | Schmidt |

|                |           |           |
| Bittermann 89’ | Marcatori | 39’ David |

| Arbitro: | Rafati |

|  |           |           |
|  | Marcatori | 54’ Choji |

| Arbitro: | Pickel |

|                         |           |               |
| Claaßen 12’ Schütte 90’ | Marcatori | 17’ Krzynówek |

| Arbitro: | Gagelmann |

|           |           |                       |
| David 46’ | Marcatori | 11’ Ristić 41’ Unsöld |

| Arbitro: | Wagner |

|            |           |                        |
| Müller 62’ | Marcatori | 6’ Krzynówek 30’ Gomis |

| Arbitro: | Kemmling |

|            |           |  |
| Hobsch 84’ | Marcatori |  |

| Arbitro: | Kircher |

|  |           |           |
|  | Marcatori | 55’ Gomis |

| Arbitro: | Krug |

|          |           |                        |
| David 9’ | Marcatori | 45’ Kolinger 76’ Barış |

### Coppa di Germania
| Arbitro: | Margenberg |

|  |           |                                            |
|  | Marcatori | 14’, 77’ Hobsch 37’, 56’ Ziemer 62’ Tavčar |

| Arbitro: | Kemmling |

|                                          |           |  |
| Möckel 18’, 41’ Driller 22’ Beliakov 76’ | Marcatori |  |

| Arbitro: | Wagner |

|              |           |  |
| van Lent 51’ | Marcatori |  |

## Statistiche

### Statistiche di squadra
| Competizione      | Punti | In casa | In casa | In casa | In casa | In casa | In casa | In trasferta | In trasferta | In trasferta | In trasferta | In trasferta | In trasferta | Totale | Totale | Totale | Totale | Totale | Totale | DR  |
| Competizione      | Punti | G       | V       | N       | P       | Gf      | Gs      | G            | V            | N            | P            | Gf           | Gs           | G      | V      | N      | P      | Gf     | Gs     | DR  |
| ----------------- | ----- | ------- | ------- | ------- | ------- | ------- | ------- | ------------ | ------------ | ------------ | ------------ | ------------ | ------------ | ------ | ------ | ------ | ------ | ------ | ------ | --- |
| 2. Bundesliga     | 65    | 17      | 13      | 0       | 4       | 35      | 16      | 17           | 7            | 5            | 5            | 23           | 19           | 34     | 20     | 5      | 9      | 58     | 35     | +23 |
| Coppa di Germania | -     | 1       | 1       | 0       | 0       | 4       | 0       | 2            | 1            | 0            | 1            | 5            | 1            | 3      | 2      | 0      | 1      | 9      | 1      | +8  |
| Totale            | 65    | 18      | 14      | 0       | 4       | 39      | 16      | 19           | 8            | 5            | 6            | 28           | 20           | 37     | 22     | 5      | 10     | 67     | 36     | +31 |

### Andamento in campionato
| Giornata  | 1 | 2 | 3 | 4 | 5 | 6 | 7 | 8 | 9 | 10 | 11 | 12 | 13 | 14 | 15 | 16 | 17 | 18 | 19 | 20 | 21 | 22 | 23 | 24 | 25 | 26 | 27 | 28 | 29 | 30 | 31 | 32 | 33 | 34 |
| --------- | - | - | - | - | - | - | - | - | - | -- | -- | -- | -- | -- | -- | -- | -- | -- | -- | -- | -- | -- | -- | -- | -- | -- | -- | -- | -- | -- | -- | -- | -- | -- |
| Luogo     | T | C | T | C | T | C | T | C | T | C  | T  | C  | T  | C  | T  | C  | T  | C  | T  | C  | T  | C  | T  | C  | T  | C  | T  | C  | T  | C  | T  | C  | T  | C  |
| Risultato | N | V | V | V | V | V | V | V | N | V  | N  | V  | V  | V  | P  | V  | P  | V  | V  | V  | P  | V  | P  | V  | N  | P  | N  | P  | P  | P  | V  | V  | V  | P  |
| Posizione | 8 | 3 | 3 | 2 | 1 | 1 | 1 | 1 | 1 | 1  | 1  | 1  | 1  | 1  | 1  | 1  | 1  | 1  | 1  | 1  | 1  | 1  | 1  | 1  | 1  | 1  | 1  | 1  | 1  | 2  | 1  | 1  | 1  | 1  |

Legenda:

Luogo: C = Casa; T = Trasferta. Risultato: V = Vittoria; N = Pareggio; P = Sconfitta.

### Statistiche dei giocatori
| Giocatore          | 2. Bundesliga | 2. Bundesliga | 2. Bundesliga | 2. Bundesliga | Coppa di Germania | Coppa di Germania | Coppa di Germania | Coppa di Germania | Totale   | Totale | Totale      | Totale     |
| Giocatore          | Presenze      | Reti          | Ammonizioni   | Espulsioni    | Presenze          | Reti              | Ammonizioni       | Espulsioni        | Presenze | Reti   | Ammonizioni | Espulsioni |
| ------------------ | ------------- | ------------- | ------------- | ------------- | ----------------- | ----------------- | ----------------- | ----------------- | -------- | ------ | ----------- | ---------- |
| D. Beliakov        | 17            | 4             | 1             | 0             | 1                 | 1                 | 0                 | 0                 | 18       | 5      | 1           | 0          |
| D. Bergner         | 6             | 0             | 1             | 0             | 1                 | 0                 | 0                 | 0                 | 7        | 0      | 1           | 0          |
| M. Christ          | 0             | 0             | 0             | 0             | 0                 | 0                 | 0                 | 0                 | 0        | 0      | 0           | 0          |
| P. David           | 10            | 3             | 2             | 0             | 0                 | 0                 | 0                 | 0                 | 10       | 3      | 2           | 0          |
| M. Driller         | 18            | 11            | 0             | 0             | 2                 | 1                 | 0                 | 0                 | 20       | 12     | 0           | 0          |
| S. Dürnagel        | 0             | 0             | 0             | 0             | 0                 | 0                 | 0                 | 0                 | 0        | 0      | 0           | 0          |
| L. Gomis           | 24            | 10            | 7             | 1             | 1                 | 0                 | 0                 | 0                 | 25       | 10     | 7           | 1          |
| S. Günther         | 15            | 1             | 2             | 0             | 3                 | 0                 | 0                 | 0                 | 18       | 1      | 2           | 0          |
| B. Hobsch          | 7             | 1             | 0             | 0             | 1                 | 2                 | 0                 | 0                 | 8        | 3      | 0           | 0          |
| C. Horcher         | 0             | 0             | 0             | 0             | 0                 | 0                 | 0                 | 0                 | 0        | 0      | 0           | 0          |
| D. Jarolím         | 9             | 1             | 1             | 0             | 0                 | 0                 | 0                 | 0                 | 9        | 1      | 1           | 0          |
| N. Johansson       | 32            | 2             | 10            | 0             | 2                 | 0                 | 0                 | 0                 | 34       | 2      | 10          | 0          |
| J. Junior          | 13            | 0             | 0             | 0             | 2                 | 0                 | 0                 | 0                 | 15       | 0      | 0           | 0          |
| D. Kampa           | 10            | 0             | 0             | 0             | 1                 | 0                 | 0                 | 0                 | 11       | 0      | 0           | 0          |
| T. Kos             | 24            | 0             | 8             | 1             | 3                 | 0                 | 1                 | 0                 | 27       | 0      | 9           | 1          |
| J. Krzynówek       | 34            | 6             | 0             | 0             | 2                 | 0                 | 0                 | 0                 | 36       | 6      | 0           | 0          |
| A. Köpke           | 27            | 0             | 1             | 1             | 2                 | 0                 | 0                 | 0                 | 29       | 0      | 1           | 1          |
| S. Leitl           | 21            | 0             | 2             | 1             | 0                 | 0                 | 0                 | 0                 | 21       | 0      | 2           | 1          |
| C. Möckel          | 24            | 9             | 0             | 0             | 3                 | 2                 | 0                 | 0                 | 27       | 11     | 0           | 0          |
| M. Nikl            | 30            | 2             | 3             | 0             | 2                 | 0                 | 0                 | 0                 | 32       | 2      | 3           | 0          |
| T. Nsaliwa         | 3             | 0             | 0             | 0             | 0                 | 0                 | 0                 | 0                 | 3        | 0      | 0           | 0          |
| A. Ogungbure       | 9             | 0             | 2             | 0             | 0                 | 0                 | 0                 | 0                 | 9        | 0      | 2           | 0          |
| S. Stoilov         | 32            | 5             | 5             | 0             | 2                 | 0                 | 0                 | 0                 | 34       | 5      | 5           | 0          |
| A. Störzenhofecker | 24            | 1             | 3             | 1             | 2                 | 0                 | 0                 | 0                 | 26       | 1      | 3           | 1          |
| R. Tavčar          | 30            | 0             | 3             | 0             | 2                 | 1                 | 0                 | 0                 | 32       | 1      | 3           | 0          |
| J. Weigl           | 15            | 1             | 3             | 0             | 3                 | 0                 | 0                 | 0                 | 18       | 1      | 3           | 0          |
| F. Wiblishauser    | 33            | 0             | 5             | 0             | 3                 | 0                 | 1                 | 0                 | 36       | 0      | 6           | 0          |
| T. Ziemer          | 2             | 0             | 0             | 0             | 1                 | 2                 | 0                 | 0                 | 3        | 2      | 0           | 0          |